# Ubli (Podgorica)
Pour les articles homonymes, voir Ubli.
Ubli (en serbe cyrillique : Убли) est un village de l'est du Monténégro, dans la municipalité de Podgorica.

## Démographie

### Évolution historique de la population
| 1948 | 1953 | 1961 | 1971 | 1981 | 1991 | 2003 |
| ---- | ---- | ---- | ---- | ---- | ---- | ---- |
| 616  | 610  | 520  | 519  | 493  | 339  | 341  |